# Erdélyi műemlékek (sorozat)
Az 1993-ban Kolozsváron, az Utilitas Kiadónál útjára indított, majd 2002-től a Transylvania Trust Alapítvány és a Kriterion Könyvkiadó közös kiadásában megjelenő Erdélyi műemlékek című kiadványsorozat a magyar kultúrához tartozó erdélyi épített örökség legjavát mutatja be azzal a céllal, hogy felhívja a figyelmet értékeire.

## Kötetek
1. Kovács András: Szilágysomlyó. A Báthory vár (1993)
2. Kovács András: Beszterce. Evangélikus templom (1993)
3. Kovács András: Kolozsvár. A Farkas utcai református templom (1993)
4. Kovács András: Déva. Ferences kolostor (1993)
5. Furu Árpád: Torockó (1994)
6. Tüdősné Simon Kinga: Nagyajta. Unitárius templomerőd (1994)
7. Tonk Sándor: Marosvásárhely. Vártemplom (1994)
8. Mitru Ildikó: Nagybánya. Mária halála-fatemplom (1994)
9. Gyöngyössy János: Illyefalva. Református vártemplom (1994)
10. Kovács András: Bonchida. Bánffy kastély (1995)
11. Tibád Levente: Székelyudvarhely. Jézus kápolna (1995)
12. Zsigmond Attila: Somlyóújlak. Református templom (1996)
13. Kovács András: Fogaras. Várkastély (1996)
14. Mihály Zita - Szőcs János: Csíkszereda. Mikó-vár (1996)
15. Sarudi Sebestyén József: Csíkdelne. Szent János templom (1996)
16. Fülöp Károly: Székelyzsombor (1996)
17. Dukrét Géza: Micske. Református templom(wd) (1996)
18. Kiss Imola - Tóth Géza-Ivor: Ákos. Református templom (1996)
19. Emődi Tamás: Hadad. Református templom (1996)
20. Borzási Gyula - Emődi Tamás: Szalárd. Református templom(wd) (1996)
21. Emődi Tamás: Szilágycseh. Református templom (1996)
22. Gavrucza Emese - Emődi Tamás: Székelyhíd. Református templom (1996)
23. Emődi Tamás - Major Miklós: Szilágynagyfalu. Református templom (1996)
24. Bara Csaba: Szatmárnémeti. Láncos templom (1996)
25. Péter I. Zoltán: Nagyvárad-Olaszi. Református templom (1996)
26. Kovács András: Gyulafehérvár. Szent Mihály székesegyház (1996)
27. Kovács András: Kolozsmonostor. Római katolikus kálvária templom (1997)
28. Krizbai Jenő: Nagyenyed. Bethlen Gábor Kollégium (1997)
29. Miklósi Sikes Csaba: Bánffyhunyad. Református templom (1999)
30. Sas Péter: Kolozsvár. Piarista templom (1999)
31. Tonk Sándor: Gernyeszeg (1999)
32. Mihály Melinda: Farnas. Református templom (2002)
33. Szász Anikó: Gyalu. Várkastély (2002)
34. Kimpián Annamária - Márton Judit: Kerelőszentpál. Haller kastély (2002)
35. Weisz Attila - Nagy Emese: Marosszentimre. Református templom (2002)
36. Weisz Attila: Magyarszovát. Unitárius templom (2002)
37. Kovács Zsolt: Görgényszentimre. Várrom és kastély (2002)
38. Kovács András: Alvinc. Martinuzzi-Bethlen kastély (2005)
39. Mihály Melinda: Kolozsvár erődítményei (2005)
40. Weisz Attila: Torda. Római katolikus plébániatemplom (2005)
41. Kovács Klára: Nagyvárad. Vár (2005)
42. Lupescu Radu: Torockószentgyörgy. A Torockai család vára (2006)
43. Weisz Attila: Kolozsvár. Bánffy palota (2006)
44. Weisz Attila: Nagybánya. Történelmi belváros(wd) (2007)
45. Weisz Attila: Nagyszeben. Evangélikus templom (2007)
46. Kovács András: Déva. Magna Curia (2007)
47. Kovács András: Radnót. Kastély (2013)
48. Péterffy Miklós: Kolozsvár. Kós Károly brétfűi háza (2007)
49. Fehér János: Az alsórákosi kastély (2013)
50. Kovács Zsolt: Medgyes. Egykori ferences templom(wd) (2013)
51. Eke Éva: Magyarózd. A Radák-Pekry-kastély(wd) (2013)